# Прелюдерс
Прелюдерс (на английски: Preluders) е германска поп група, състояща се от шест певици, избрани през 2003 година от третия сезон на телевизионното шоу Попстарс. Това е петата женска група в Германия, която е създадена чрез телевизионен кастинг.

## Дискография

### Студийни албуми
- „Girls in the House“ (2003)
- „Prelude to History“ (2004)

### Сингли
- „Losing My Religion“ (2003)
- „Everyday Girl“ (2003)
- „Bal Privé“ (2004)
- „Hotter Than You Know“ (2004)
- „Walking on Sunshine/Call Me, Beep Me“ (2004)
- „Do You Love Me“ (2005)
- „I Want Your T.I.M.E.“ (2006)

## Видеоклипове
| Видеоклип            | Премиера | Албум              |
| -------------------- | -------- | ------------------ |
| Losing my religion   | 2003     | Girls in the house |
| Everyday girl        | 2003     | Girls in the house |
| Bal privé            | 2004     | Girls in the house |
| Hotter than you know | 2004     | -                  |
| Walking on sunshine  | 2004     | Prelude to history |
| Call me, beep me     | 2004     | Prelude to history |
| Do you love me       | 2005     | Prelude to history |